# Владимировка (Николаевский сельсовет)
Владимировка (бел. Уладзіміраўка; до 1931 года —  Перелаз) — деревня в Николаевском сельсовете Буда-Кошелёвского района Гомельской области Белоруссии.

## География

### Расположение
В 27 км на север от районного центра и железнодорожной станции Буда-Кошелёвская (на линии Жлобин — Гомель), 75 км от Гомеля.

## Транспортная сеть
Транспортные связи по просёлочной дороге, затем по шоссе Довск — Гомель. Планировка состоит из короткой прямолинейной улицы, ориентированной почти меридионально и застроенной двусторонне, деревянными домами усадебного типа.

## История
По письменным источникам известна с конца XIX века как деревня в Городецкой волости Рогачёвского уезда Могилёвской губернии. В 1909 году 285 десятин земли. В 1930 году организован колхоз. Во время Великой Отечественной войны погибли 36 жителей деревни. В 1959 году в составе совхоза «Путь Ильича» (центр — деревня Николаевка).

## Население

### Численность
- 2018 год — 6 жителей.

### Динамика
- 1909 год — 26 хозяйств, 220 жителей.
- 1959 год — 170 жителей (согласно переписи).
- 2004 год — 15 хозяйств, 25 жителей.